# Machaeranthera gypsitherma
Machaeranthera gypsitherma là một loài thực vật có hoa trong họ Cúc. Loài này được G.L.Nesom, Vorobik & R.L.Hartm. mô tả khoa học đầu tiên năm 1990.